# Osnatel-Arena
A Osnatel-Arena (korábbi néven Bremer Brücke) egy német labdarúgó-stadion. Osnabrück városában található. 1933-ban nyitották meg. Maximális befogadóképessége 16 130 néző. Bérlője egy jelenleg harmadosztályú labdarúgócsapat, az MSV Duisburg. A stadion 2008-ban lett felújítva.

## Fordítás
Ez a szócikk részben vagy egészben  az   Osnatel-Arena című angol Wikipédia-szócikk fordításán alapul.  Az eredeti cikk szerkesztőit annak laptörténete sorolja fel. Ez a jelzés csupán a megfogalmazás eredetét és a szerzői jogokat jelzi, nem szolgál a cikkben szereplő információk forrásmegjelöléseként.